# Габрич, Тончи
То́нчи Га́брич (хорв. Tonči Gabrić; 11 марта 1961 — 28 октября 2024) — хорватский футболист, вратарь.

## Карьера
Габрич начал карьеру в «Челике» (Зеница), а продолжил в «Риеке», ПАОКе и «Хайдуке». За клуб из Сплита провёл более 100 встреч. Выступил в составе «Хайдука» в Лиге чемпионов, когда был, возможно, лучшим игроком команды. Карьеру закончил в 1999 году, его наследником в воротах «Хайдука» стал Стипе Плетикоса.
За сборную выступил девять раз. Был дублёром Дражена Ладича.
Его сын Драго также футболист.
Тончи Габрич умер в Сплите 28 октября 2024 года в возрасте 63 лет.